# 威廉·加拉斯
威廉·埃里克·加拉斯（法語：William Eric Gallas；1977年8月17日—），前法國職業足球員，司職後衛，出生于塞纳河畔阿涅尔，2014年10月16日宣佈退役，最後效力球會為澳職珀斯光輝。
加拿斯是一名全面而出色的後衛，出任中堅及左、右後衛也非常出色，身材強壯而且轉身速度快是他的優勢。而且他的入球能力也是後衛中少見的，經常能利用出色的彈跳力以頭鎚入球。
他是瓜德羅普島人

## 生涯
早年
加拿斯的職業生涯在法國球會卡昂開始，協助球隊於1995/96賽季赢得法國足球乙級聯賽冠軍。隨後於1997年加盟馬賽。加拿斯在馬賽度過四個賽季後被雲尼亞里賞識，於2001年以620萬英鎊加盟英超球隊車路士。
車路士
加拿斯在車路士穿上13號球衣，與迪西里，泰利組成非常可靠的防線，與泰利的中堅組合更一度在20場比賽中僅失兩球。加拿斯善於踢不同位置，出任中堅時，身材強壯，不容易受傷的加拿斯，轉身速度快，擅長補位和盯人，幾乎無人能正面突破他的防守。出任左、右後衛時，他速度奇快，頻頻助攻但防守也非常出色。這樣全面的能力使他吸引了很多的球會如英超的曼聯以及意甲的AC米蘭的興趣，故加拿斯自2006年開始已不肯續約，並向球會提出轉會要求，惟車路士一直拒絕，結果加拿斯在世界杯後一度缺席季前操練，令球會不滿。適逢車路士正計劃收購英格蘭國腳艾殊利·高爾，結果車路士以加拿斯加上500萬鎊的價錢作為交換艾殊利·高爾的籌碼，把加拿斯賣予同市球會阿仙奴。
阿仙奴

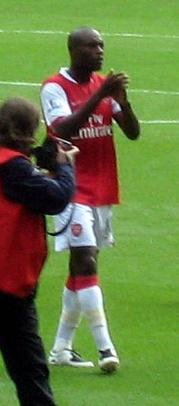
加拿斯為阿仙奴上陣

加拿斯在阿仙奴穿上柏金留下的10號球衣。加拿斯憑穩定而出色的表現鞏固球隊防線，迅即得到領隊雲加信任穩坐正選，更於2007-08球季接過亨利的隊長臂章。惟阿仙奴獲得「四大皆空」的成績，已被質疑加拿斯作為隊長的領導能力，但雲格於2008/09年球季開始時仍將隊長臂章交予加拿斯。2008年10月24日雲加對加拿斯被拍攝到於深夜時間離開夜總會時手持香煙的照片，雖然據報香煙沒有點燃，感到不滿。11月21日在主場負於阿士東維拉後，加拿斯發表批評針對隊友的評論，更質疑其沒有勇氣挑戰聯賽錦標，同日被解除隊長職務。而隊長一職轉由法比加斯擔任。於2010年，加拿斯拒絕阿仙奴的新約，成為自由身後，意甲球隊祖雲達斯、羅馬及英超球隊熱刺都想得到這名經驗豐富的「帶刀侍衛」。
熱刺
2010年8月22日，倫敦球會熱刺官方宣佈加拿斯以自由身加盟，簽訂一年合約。熱刺也將是繼車路士和阿仙奴之後加拿斯效力的第三隊倫敦球隊。
珀斯光輝
2013年10月23日，加拿斯與珀斯光輝簽訂一年合約。他是澳洲聯賽中的第一個法國球員。

## 國家隊
加拿斯在國家隊中的發揮一向出色，於2002年世界盃原本他有機會入選法國國家隊，惜因當時國家隊領隊拿美爾的「敬老」政策而沒有入選。隨後於2006年世界盃及2008年歐洲國家盃都與杜林出任正選。
2009年11月19日，2010年世界盃決賽週附加賽對愛爾蘭的次回合中，亨利運用上帝之手把球傳給隊友加拿斯頂入網，使法國以兩回合計2:1的比數直接晉級決賽週，事後引起愛爾蘭舉國上下的不滿，愛爾蘭足總曾要求重賽，惟未有推翻判決，事件使亨利及法國隊的聲譽嚴重受損。
在2010年世界盃決賽週，加拿斯在三場小組賽都以正選身份踢滿90分鐘。

## 趣事
- 加拿斯於阿仙奴球會身穿10號球衣，為少數身穿10號衣號碼的後防球員。
- 加拿斯與其國家隊及阿仙奴球會前隊友亨利是同年同月同日出身的。

## 榮譽
卡昂
- 法國足球乙級聯賽 冠軍：1995/96年

車路士
- 英格蘭超級足球聯賽 冠軍：2004/05年、2005/06年
- 英格蘭聯賽盃 冠軍：2005年
- 英格蘭社區盾 冠軍：2005年

法國國家隊
- 國際足協洲際國家盃 冠軍：2003年

個人
- PFA年度最佳陣容：2003年、2006年
- 歐洲體育雜誌年度最佳陣容：2007/08年

## 外部連結
- Official web site（页面存档备份，存于）
- William Gallas profile （页面存档备份，存于） at the French Football Federation official web site （法文）
- 足球数据库：William Gallas的球员统计数据
- 威廉·加拉斯在National-Football-Teams.com的資料
- 熱刺官方 加拿斯檔案 （页面存档备份，存于）